# بينهال دي باولو بينتو
بينهال دي باولو بينتو بلدية في ولاية بارانا في المنطقة الجنوبية من البرازيل.